# Comuna Dobrojanivka, Vradiivka
Dobrojanivka (în ucraineană Доброжанівка) este o comună în raionul Vradiivka, regiunea Mîkolaiiv, Ucraina, formată din satele Bohemka, Dobrojanivka (reședința), Mareanivka, Mîhailivka și Novomîkolaiivske.

## Demografie
Componența lingvistică a comunei Dobrojanivka
     Ucraineană (89,54%)
     Română (3,06%)
     Rusă (2,62%)
     Alte limbi (0,15%)
Conform recensământului din 2001, majoritatea populației comunei Dobrojanivka era vorbitoare de ucraineană (89,54%), existând în minoritate și vorbitori de română (3,06%) și rusă (2,62%).